# Palatia jazz
palatia jazz ist eine Konzertveranstaltungsreihe, die von Mai bis Ende August in der gesamten Pfalz stattfindet. Das Festival ist Teil des Kultursommers Rheinland-Pfalz. Seit 2023 pausiert das Festival.
Es handelt sich um Jazzkonzerte in der gesamten Bandbreite zeitgenössischer Jazzgenres. Seit 1997 werden jährlich internationale Jazzstars und Nachwuchskünstler zum Festival eingeladen. Über den Zeitraum verteilt finden 13–18 Konzerte statt, die nahezu alle als Open-Air-Veranstaltung an historischen Plätzen der Pfalz konzipiert sind. Die 2007 erstmals eingeführte Präsentation next Generation hat zum Ziel, verstärkt auch jüngere deutsche Jazzmusiker in das Vorprogramm einzubinden.
Die Konzertreihe ist mittlerweile weit über die Grenzen der Region bekannt und findet jährlich mehr als 10.000 Besucher.

## Geschichte
Die Konzertreihe wurde 1999 zunächst entlang der Deutschen Weinstraße initiiert. Von Anfang an war eine Verbindung von anspruchsvollem, unterhaltsamen Jazz mit der pfälzischen Küche bestimmend für die Veranstaltungen. Im Laufe der Zeit dehnte sich die Konzertreihe auf die gesamte Pfalz mit bis zu 12 Kommunen aus, so dass heute Veranstaltungsorte von Kusel und Pirmasens im Westen bis Frankenthal und Speyer im Osten in das Programm involviert sind.
Ursprünglich fand das Musikfestival 1997 und 1998 in Deidesheim unter dem Namen „Jazzette-Deidesheimer Jazztage“ statt. Seit 1999 ist die Veranstaltung pfalzweit unter dem Namen „palatia jazz – das weinkulinarische Pfälzer Jazzfestival“ angelegt. Die Gründerin ist Suzette Yvonne Moissl.
Bei den zurückliegenden Konzertreihen war eine Reihe bekannter Jazzmusiker zu Gast, wie z. B. Manu Katché, David Sanborn, Incognito, Tab Two, Klaus Doldinger, Paul Kuhn Trio, Jasper van’t Hof, Nils Landgren, Al Di Meola, Joo Kraus, DePhazz, Jazzkantine, Barbara Hendricks, Cornelius Claudio Kreusch, Till Brönner, Nigel Kennedy, Quadro Nuevo, Chick Corea, NoJazz, Joachim Kühn, Maria João, Tânia Maria, Branford Marsalis, Cassandra Wilson, Joshua Redman, Silje Nergaard, Peter Herbolzheimer, Albert Mangelsdorff, Mal Waldron, Joe Zawinul und Herbie Mann.